# Cunina globosa
Cunina globosa är en nässeldjursart som beskrevs av Johann Friedrich von Eschscholtz 1829. Cunina globosa ingår i släktet Cunina och familjen Cuninidae. Inga underarter finns listade i Catalogue of Life.